# 에바 아틀링
에바 카타리나 아틀링(스웨덴어: Efva Katarina Attling, 1952년 2월 18일 ~ )은 스웨덴의 은세공인, 보석 디자이너이다.

## 생애
12세 시절에 미국의 모델인 에일린 포드(Eileen Ford)에 의해 모델로 발탁되었다. 1980년대 초반에는 밴드 X 모델스(X Models)의 멤버로 활동했을 정도로 가수, 디스코 댄서로 활동했다.
리바이스, H&M 디자이너로 근무했고 1990년대 중반에는 보석 브랜드를 출시했다. 1999년에는 마돈나가 "호모 사피엔스"(Homo Sapiens) 펜던트를 착용했으며 메릴 스트립 또한 그녀의 보석을 많이 애용하였다.

## 개인 생활
1985년부터 1995년까지 스웨덴의 남자 가수인 니클라스 스트룀스테트(Niklas Strömstedt)와 부부 관계에 있었으며 슬하에 2명의 자녀를 두었다.
1996년에는 스웨덴의 여자 가수인 에바 달그렌(Eva Dahlgren)과 시민결합 관계를 수립했다. 2009년 스웨덴에서 동성결혼을 허용하는 내용의 법률이 시행되면서 에바 달그렌과 에바 아틀링은 결혼하게 된다.

## 수상
에바 아틀링은 2011년 4월에 국제적으로 널리 알려진 보석 디자이너라는 점을 인정받아 스웨덴 왕립 애국회로부터 기념 메달을 받았다.